# Jerusalemer Institut der Görres-Gesellschaft
Das Jerusalemer Institut der Görres-Gesellschaft (JIGG) ist eines der beiden Auslandsinstitute der Görres-Gesellschaft. Es ist seit 2011 an der Dormitio-Abtei angesiedelt, einer deutschsprachigen Benediktinerabtei auf dem Berg Zion in Jerusalem. Es wurde 1908 begründet. An den Vorbereitungen waren Paul Karge und Konrad Lübeck beteiligt.
Sein Direktor seit 2011 ist der Benediktiner-Pater Nikodemus Schnabel.
Als Stipendiat der katholischen Görres-Gesellschaft verbrachte Johannes Pohl (1904–1960) die Jahre 1931 bis 1934 am Orientalischen Institut der Görres-Gesellschaft  in Jerusalem, wo er auch für den Deutschen Verein vom Heiligen Lande tätig war.